# Ed Jovanovski
Edward Jovanovski (Windsor, 26 giugno 1976) è un ex hockeista su ghiaccio canadese, che giocava per i Florida Panthers, squadra di hockey su ghiaccio della National Hockey League, di cui è stato capitano.